# محمد فضل
محمد فضل (ولد 21 يوليو 1981 في القاهرة، مصر) هو لاعب كرة قدم مصري سابق لعب كمهاجم ضمن صفوف نادي المقاولون العرب.
و لد والده بقرية النسيمية مركز المنصورة الدقهلية ويعد من أبناء عائلة عطالله بها. وهو خريج كلية الحقوق قسم لغه إنجليزية جامعة القاهرة وثانوية عامة من مدرسة الفرير باب اللوق
يتميز بتسديداته الرأسية المتقنة وطوله1.89 سم
لعب مع نادي الأهلي المصري ونادي كاظمة الكويتي ونادي المصري ونادي الاتحاد السكندري ونادي الإسماعيلي.
انتقل موسم 2012 إلى نادي سموحة
يلعب مع منتخب مصر لكرة القدم.

## وصلات خارجية
- محمد فضل على موقع الاتحاد الدولي (مؤرشف)  (الإنجليزية)
- محمد فضل على موقع قاعدة بيانات كرة القدم.إي يو (الإنجليزية)
- محمد فضل على موقع ناشيونال فوتبول تيمز (الإنجليزية)
- محمد فضل على موقع الأهلي الرسمي